# Geophaps
Geophaps es un género de aves columbiformes perteneciente a la familia Columbidae propio de Australia.

## Especies
Se reconocen tres especies de Geophaps:
- Geophaps plumifera Gould, 1842 - paloma plumífera;
- Geophaps scripta (Temminck, 1821)  - paloma escrita;
- Geophaps smithii (Jardine & Selby, 1830) - paloma de Smith.